# E.L.E. (Extinction Level Event): The Final World Front
E.L.E. (Extinction Level Event): The Final World Front (per brevità indicato spesso come E.L.E.) è il terzo album discografico del rapper statunitense Busta Rhymes, pubblicato nel 1998.

## Il disco
L'album riprende il tema dell'apocalisse già affrontato nei due precedenti dischi dell'artista.
Sono presenti diverse collaborazioni importanti come quelle con Janet Jackson e Ozzy Osbourne.
La hit del disco è rappresentata dal singolo What's It Gonna Be?!.
Il disco ha ricevuto tre nomination ai Grammy Awards 2000: "miglior album rap", "miglior interpretazione rap solista" e "miglior interpretazione rap di duo o gruppo".
L'album è stato certificato disco di platino dalla RIAA.

## Tracce
1. There's Only One Year Left!!! (Intro) - 2:37
2. Everybody Rise - 2:59
3. Where We Are About to Take It -3:06
4. Extinction Level Event (The Song of Salvation) - 3:34
5. Tear da Roof Off - 3:36
6. Against All Odds (feat. The Flipmode Squad) - 4:18
7. Just Give It to Me Raw - 3:01
8. Do It to Death - 3:27
9. Keepin' It Tight - 4:27
10. Gimme Some More - 2:39
11. Iz They Wildin Wit Us & Gettin' Rowdy Wit Us? (feat. Mystikal) - 3:39
12. Party Is Goin' on Over Here - 2:32
13. Do the Bus a Bus - 4:58
14. What's It Gonna Be?! (feat. Janet Jackson) - 5:24
15. Hot Shit Makin' Ya Bounce - 3:32
16. What the Fuck You Want!! - 3:15
17. This Means War!! (feat. Ozzy Osbourne) - 4:36
18. The Burial Song (Outro) - 5:04

## Classifiche
| Classifica (1998-1999) | Posizione raggiunta |
| ---------------------- | ------------------- |
| Stati Uniti            | 12                  |
| Regno Unito            | 54                  |
| Canada                 | 34                  |